# Enrique Doyle
Henry, hispanizado como Henrique o Enrique Doyle (Dublín, c. 1725, - d. de 1799), fue un industrial y agrónomo irlandés afincado en España.

## Biografía
Poco se sabe sobre él. El ilustrado Eugenio Larruga cuenta que Fernando VI, (o más bien su ministro de Hacienda, el II Conde de Valdeparaíso, Juan Francisco de Gaona y Portocarrero) encomendó a "Andrés Berri" (el mercader irlandés Ambrose Berry, en realidad) que viajase a Irlanda para traer a algunos industriales que modernizaran la tunda, percha, prensa y elaboración de paños y enseñasen sus técnicas a operarios españoles; en 1750 volvió con Doyle, entre otros (Cristóbal MacKenna, Gerardo Floyster, Guillermo Sheercraft, Andrés Creswell...) y al año siguiente lo puso a trabajar en las reales fábricas de Brihuega y San Fernando. En 1754 le encargaron además actuar como espía industrial buscando en las islas británicas nuevas y mejores máquinas para manufacturar la lana y los tejidos, y eso hizo, instalando una de ellas en la Real Fábrica de Brihuega, con la ayuda del ingeniero Juan Dowling, para perchar o polisar los paños. Su trabajo como espía le valió incluso alguna detención en Inglaterra.
Pero Doyle convenció al Conde de Valdeparaíso para crear en Almagro, de donde era natural, una nueva fábrica de sargas, paños de lana y otras telas con desembolso de Doyle, de un socio que luego se retiró, del propio Conde y del Rey; se concedió Real Orden el 11 de mayo de 1757 para crear la Real Fábrica de Sargas, Paños y Estambres de Almagro, pero, según Larruga, Doyle gastaba mucho más de lo que era preciso sin mejorar la calidad del producto, especialmente en cuanto a tinturas y si se comparaba con las fábricas de Brihuega o Cuenca, por lo cual rindió cuentas en 1759: había gastado 454.000 reales de vellón desde 1757; aunque justificó el gasto, era demasiado, y el Conde decidió apartarse del proyecto; además el Conde falleció (según Larruga) en 1760 (además, al advenir al trono Carlos III, lo sustituyó como ministro de Hacienda por Esquilache); este y la Junta de Comercio le ordenaron liquidar la fábrica, pese a las protestas de Doyle y un pleito que puso al heredero del Conde; la fábrica quedó abandonada, los telares de madera inutilizados y el edificio en ruinas, según Larruga, quien comentó que Doyle había sido demasiado ambicioso en sus gastos con el proyecto, al que proveyó desde el principio con veinte telares.
Para otros contemporáneos era un técnico competente, pero un inexperto administrador. Sin embargo, el rey Carlos III resolvió otorgarle una ayuda de costa de 200 ducados de vellón anuales, por los servicios técnicos prestados y a cambio de que asesorase a la Junta de Comercio en cuestiones agropecuarias. Además, según una Real Cédula de 31 de agosto de 1774, se le concedió facultad para beneficiarse de una mina de carbón de piedra que había descubierto en las cercanías de Beteta (Cuenca), en la aldea de Nuestra Señora del Val.
Para satisfacer a la Junta de Comercio publicó dos útiles manuales: uno en 1785, con una segunda edición ampliada en 1797, dedicado en su tercera edición (1799) al Duque del Infantado, que ayudó a introducir el cultivo de la patata para alimento humano, no solo como hasta entonces para forraje o jardinería, citando autoridades como Antoine Parmentier, Adam Smith y los doctores Timoteo O'Scanlan y José Vallejo, entre otros. Esta última obra tuvo aún una cuarta edición, ya fallecido su autor, en 1804, corregida y aumentada por otros. Solo se han conservado las ediciones primera, tercera y cuarta. En 1800 fue traducido al portugués y publicado en Lisboa. Como es natural, la publicación fue objeto de lectura y comentarios en las Sociedades Económicas de Amigos del País, en especial en la madrileña y la vascongada, y además fue extractada y reseñada con entusiasmo por el popular Semanario de Agricultura y Artes Destinado a los Párrocos varias veces entre 1799 y 1801.
El otro tratado, en dos volúmenes y también dedicado al Duque del Infantado, se publicó en 1799, y trata sobre el cuidado, fomento, cultivo, desarrollo y conservación de los pastos, así como de la cría, enfermedades y cruces de la ganadería lanar, caballar, bovina, porcina, asnal y caprina, estabular o trashumante, tanto en otros países europeos (Inglaterra, Francia, Suecia, Alemania y Holanda en particular) como en otros más exóticos (Rusia) y en España, disertando sobre la Mesta y citando a autores extranjeros (Louis Jean Marie Daubenton, Arthur Young) y naturales como Pedro Rodríguez de Campomanes, Bernardo Ward,  Esteban Boutelou, José Pérez Quintana, Martín Sarmiento, Melchor Gaspar de Jovellanos, el manuscrito de Antonio Munibas (seguramente tomado del resumen incorporado al volumen pertinente de la Encyclopedia metódica ampliado y adaptado al español en 1794), José Manuel Fernández Vallejo y Antonio Ponz, mencionando incluso diversos experimentos y proponiendo diversos métodos para su mejora.
En cuanto a la primera edición de su tratado sobre la patata, afirma que con motivo de la sequía de 1780 le persuadieron a que trajera del norte simientes de patatas "de las que plantó unas y repartió otras a varias personas explicándoles el modo de sembrarlas y cultivarlas", seguramente los Boutelou; y habiendo tenido óptima cosecha, "hizo una representación al excelentísimo Conde de Floridablanca, expresando las utilidades y ventajas" que para la población en general podría representar tal cultivo. Este se la remitió el 1 de mayo de 1784 al Conde de Campomanes, y el Rey y la Real Sociedad Económica de Amigos del País de Madrid dieron su visto bueno para extender este cultivo y que se publicase dicha representación.

## Obras
- Tratado sobre la cría y propagación de pastos y ganados. Madrid, Imprenta Real, 1799, 2 vols.
- Instrucción formada de orden del Consejo por D. Enrique Doyle para el cultivo y uso de las patatas, Madrid: Antonio de Sancha, 1785; 2.º ed. ampliada como Tratado sobre el cultivo, uso y utilidades de las patatas o papas, Madrid: Imprenta Real, 1797; Tratado sobre el cultivo, uso y utilidades de las patatas o papas, e instrucción para su mejor propagación, etc., Madrid, Imprenta Real, 1799 (3.ª ed. ampliada); Madrid: Imprenta de D. Josef Collado, 1804 (4.º ed., póstuma, más ampliada). La tercera edición fue traducida al portugués (Lisboa, 1800).